# Městská knihovna Antonína Marka Turnov
Knihovna Antonína Marka v Turnově je veřejnou městskou knihovnou. Pracuje systémem ústřední knihovny se čtyřmi pobočkami rozmístěnými na území města – Turnov II, Mašov, Malý Rohozec, Výšinka. Podnět k jejímu založení dal v roce 1820 římskokatolický kněz, básník a jazykovědec Antonín Marek.
Knihovna poskytuje pestrou paletu služeb, nabízí velký výběr beletrie a naučné literatury, periodik, audiovizuálních knih, na dětském oddělení například i společenských her.
Jsou zde pořádány početné kulturní pořady pro školy, školky a veřejnost. Je zde k dispozici i několik počítačů s připojením k internetu. Knihovna spolupracuje i s penziony a pečovatelskými domy (besedy, přednášky) a také je zde centrum a působení Virtuální univerzity třetího věku pro seniory. Nedílnou součástí turnovské knihovny je také Informační centrum pro mládež.

## Počátky knihovnictví v Turnově – začátek 19. století
Začátky knihovnictví v Turnově sahají do 19. století, kdy se – stejně jako v ostatních městech českého národa – začaly objevovat první myšlenky v duchu národního obrození. Předním představitelem těchto snah byl turnovský rodák – římskokatolický kněz, básník, překladatel a jazykovědec Antonín Marek, jehož jméno je v současné době uvedeno v oficiálním názvu knihovny.
Antonín Marek sepsal 27. 12. 1820 podnět k založení knihovny s názvem Prowolánj k pánům wlastencům města Turnowa. V něm vyzývá turnovské radní, aby po příkladu jiných měst nechali založit čtenářskou společnost: „A Turnov, na pomezí českém ležící, měl by zůstati pozadu? Ne, milí vlastencové, důvěřuji se k Vám, svým krajanům, s celou jistotou, že národní čest je Vám až po tu chvíli drahá a vážená, že nepatříte k těm, kteří naučivše se několik cizích slov bídně problekovati, hanbou poněmčilosti juž nestydatě znamenají čela svá a na hrob plijí předkův svých, že nebyli než Čechy.“

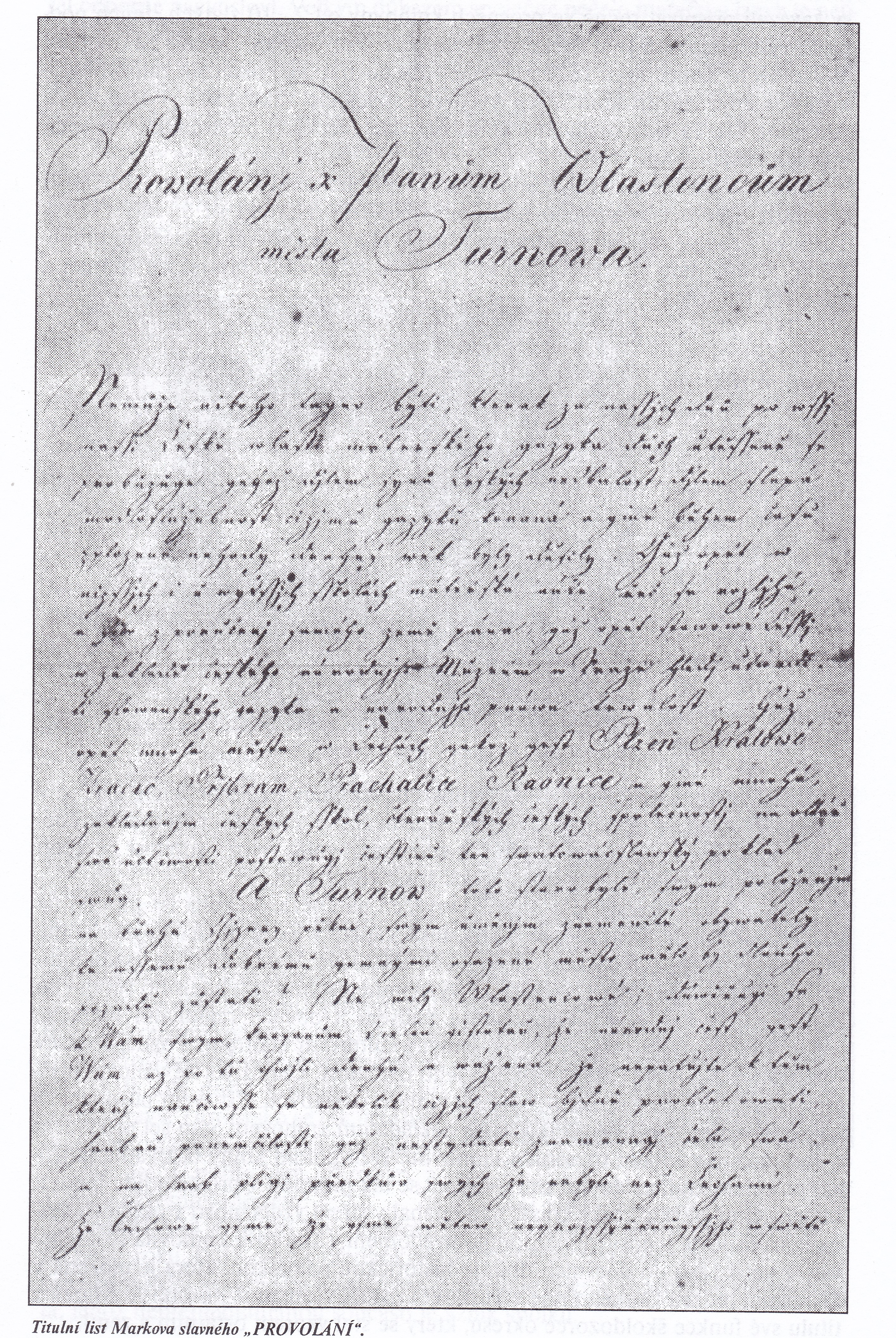
Dokument psaný Antonínem Markem

Tyto čtenářské společnosti, vznikající po celém území českého státu, se později měnily v tzv. „Besedy“ a jejich hlavním cílem bylo naplnit rostoucí kulturní potřeby měšťanstva i českých lidových vrstev a pozvednout úroveň českého jazyka a národní uvědomělosti. Spolu se školami se stali nejdůležitějšími zdroji vzdělávání.
Právě Antonín Marek, stěžejní osobnost národního obrození severočeského regionu, propagoval jako prostředky k probuzení českého národa české divadlo (podnítil na Turnovsku vznik ochotnických her) a české knihy. Turnovská knihovna byla založena jako jedna z vůbec prvních společenských knihoven na českém území a po jejím vzoru byly zakládány další knihovny v kraji.

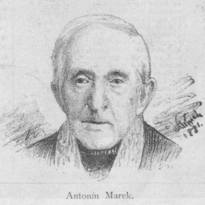
Antonín Marek

V dokumentu, který Antonín Marek sepsal, se tento vlastenec zmiňuje i o možném potenciálním zdroji příjmů. Pro nákup nových knih do knihovny navrhuje mimo jiné činnost ochotnického divadla.
Pod tímto Provoláním se nakonec Markovi podařilo získat 69 podpisů turnovských občanů, kteří se zavázali přispívat ročně ve prospěch knihovny 2–10 zlatých, výnos za rok tak činil celkem 160 zlatých.
Konec roku 1820 tedy můžeme považovat za okamžik založení turnovské knihovny – vznikla tzv. Společnost turnovské knihovny. V roce 1821 byl zahájen první nákup knih a vybavení. Společnost byla umístěna ve škole a neměla ještě charakter klasického spolku, ve spolkový útvar Čtenářské besedy se změnila až o několik let později.
Velký kulturní rozkvět Společnosti turnovské knihovny přinesla 40. léta 19. století. Její členové se pravidelně scházeli, pořádali české besedy a diskutovali o české literatuře a kultuře. Na jaře roku 1848 byla na turnovském náměstí založena čítárna – také jako jedna z prvních v zemi. U turnovských občanů byla velmi oblíbená a hojně navštěvovaná.

## Druhá polovina 19. století
Pro Turnov a jeho kulturní působení byl dalším významným milníkem rok 1850. Došlo totiž k reorganizaci státní správy a Turnovsko se tak nejprve stalo samostatným soudním a v polovině 50. let i politickým okresem a Turnov samotný dokonce okresním městem.
Po době politického útisku v 50. letech přinesla léta šedesátá opět kulturní a společenský rozvoj, jehož velmi důležitou součástí byl vznik čtenářských spolků. Ani Turnov nezůstával pozadu a Čtenářský spolek vznikl jako v pořadí šestý povolený spolek v Turnově.

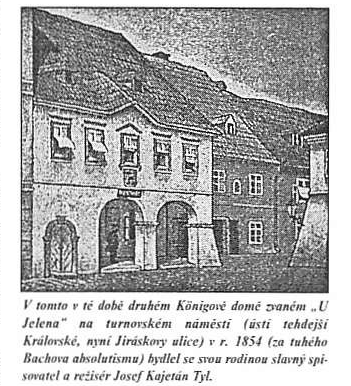
Dům U Jelena na turnovském náměstí

V roce 1867 byl vydán Zákon o spolčovacím právu, díky kterému byla umožněna veřejná shromáždění v uzavřených místnostech i venku, což podstatně přispělo k uvolnění a rozšíření spolkového života. Také na Turnovsku vznikla poměrně široká síť nejrůznějších tělovýchovných, technických, hospodářských, pěveckých a vzdělávacích spolků, z nichž většina měla své vlastní soukromé knihovny. Tyto knihovny spolků obsahovaly pouze omezený počet svazků a byly dostupné jen úzkému okruhu čtenářů – svých členů.
V témže roce byl turnovský spolek přejmenován na Čtenářskou besedu. Již změna názvu naznačovala, že nepůjde pouze o půjčovnu knih, ale že „účelem spolku jest obecné vzdělání občanské i živnostnické a společenská zábava.“ Beseda měla v té době 200 členů a organizovala mnoho společenských a kulturních akcí města.

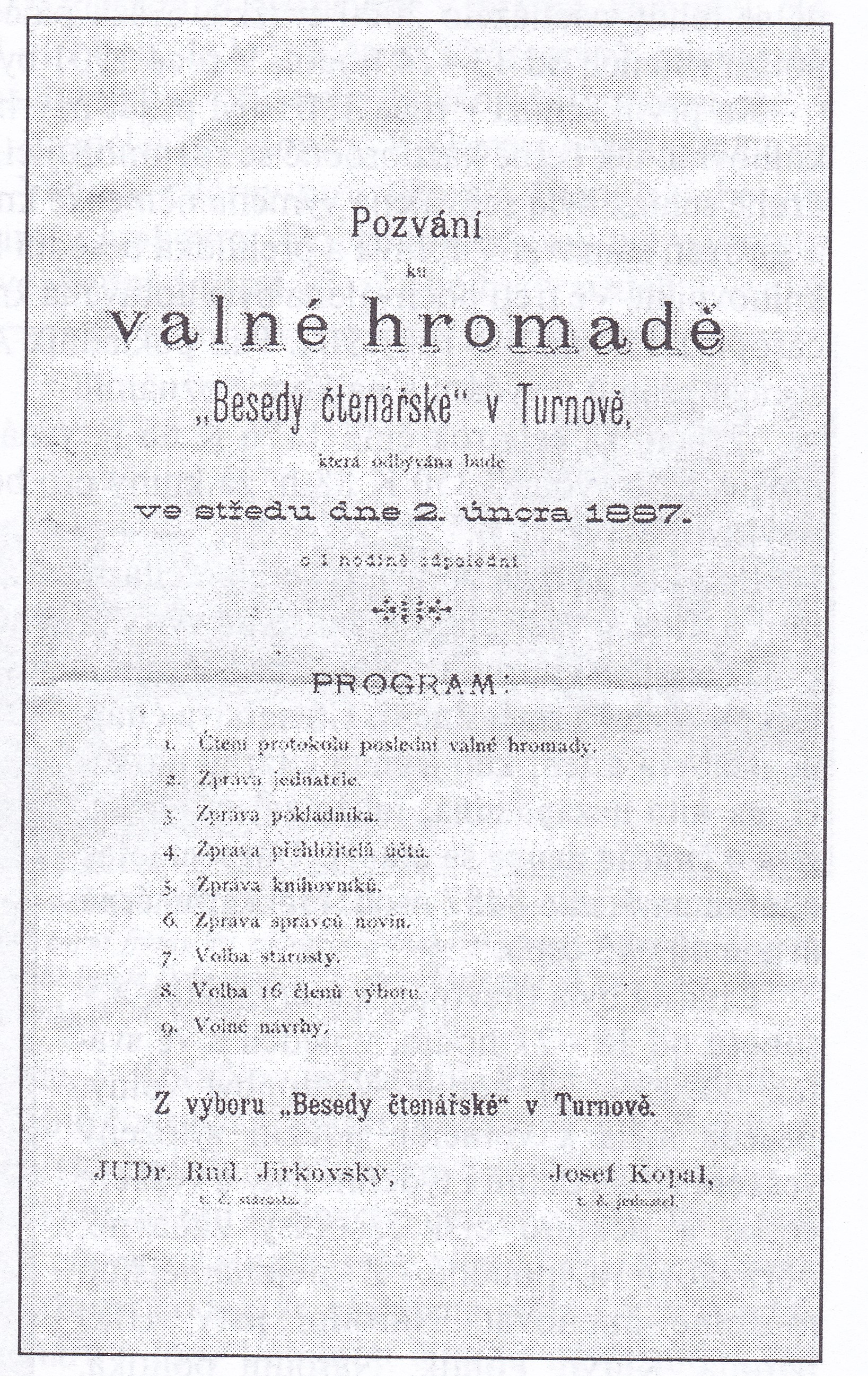
Pozvání k valné hromadě Čtenářské besedy

### Sedmdesátá a osmdesátá léta 19. století
V 70. letech 19. století došlo opět k zpřísnění režimu, a to kvůli obavám z možné politické angažovanosti spolků. Docházelo tak k různým perzekučním opatřením (např. zakladatel turnovského spolku byl dán pod policejní dozor a někteří další členové byli dokonce bezdůvodně obžalováni ze zločinu veřejného násilí). I přes nepřízeň úřadů však turnovská Čtenářská beseda fungovala dál – šířila osvětu, pořádala vlastenecké a literární besídky, zinscenovala několik divadelních představení.
Knihy do fondu Besedy byly v této době přidávány pouze jako dary jejích členů. V roce 1875 byla sbírka obohacena o mnoho knih z pozůstalosti advokáta Antonína Šlechty v celkové hodnotě 400 zlatých. V roce 1888 měla knihovna Čtenářské besedy již 2100 svazků. Spolek měl v této době celkem 180 členů.
V roce 1882 byl v Turnově postaven Městský dům Slavia (dnes je to restaurace s ubytovnou), kde byla na několik let Čtenářská beseda umístěná. V roce 1897 zde byla také zřízena veřejná čítárna.

## Turnovská knihovna ve 20. století

### První polovina 20. století

#### Od roku 1901 do konce 2. světové války
Na začátku 20. století – v roce 1901 – byla besední knihovna moderně upravena. Všechny knihy byly roztříděny podle vědních oborů a označeny přírůstkovým číslem. Byl vypracován seznam knih a odstraněny byly všechny knihy „staré bezcenné“ a „krváky“.
V době první světové války – od roku 1914 – byla činnost Čtenářské besedy pozastavena. Ani po válce nebyla situace příznivá, Čtenářská beseda se musela potýkat s řadou problémů, zejména s nedostatkem místa a nedostatkem členů.
Přesto postupně nastával v roce 1918 obrat k lepšímu, a to díky pokrokové myšlence a snaze založit knihovnu veřejnou, která by byla přístupná všem občanům Turnova i okolí. Tuto myšlenku o rok později podpořil a zlegalizoval zákon č. 430 Sb. O veřejných knihovnách obecních z 22. července 1919, který ukládal všem obcím povinnost založit veřejnou knihovnu.
Z knihovny Čtenářské besedy se tedy v roce 1920 stal solidní základ pro založení knihovny veřejné, spolek se rozpadl a majetek pro tyto účely odevzdal obci. Knihovna Čtenářské besedy byla zrevidována, celkový počet knih byl 1 346. Veřejná knihovna i s čítárnou zůstávala v hotelu Slavie, jehož prostory však byly nadále nedostatečné. Také finančních prostředků byl nedostatek – nových knih se kupovalo vzhledem k jejich vysokým cenám málo, ustala také osvětová činnost.
Nakonec se podařilo fond veřejné knihovny rozšířit, a to sloučením všech větších spolkových knihoven města (Řemeslnicko-dělnického podporovacího spolku, Studentstva turnovského a Národní jednoty severočeské). Knihovna města Turnova byla oficiálně otevřená 24. 4. 1921 a nadále její sídlo zůstávalo ve Slavii.
Dvacátá a třicátá léta se vyznačovala opětovnou snahou o kulturní vzestup národa. Stav knihovního fondu k 31. 12. 1926 činil celkem 3 628 titulů, z toho 2 264 knih zábavných, 770 poučných a 565 časopisů; počet čtenářů byl 842. Přírůstek fondu byl však v průběhu těchto let téměř neměnný. Nejčtenějšími autory byli např. A. Jirásek, K. Klostermann, E. Zola, K. V. Rais nebo G. de Maupassant. Půjčovalo se čtyřikrát týdně, vždy od 19 do 21 hodin.
Veřejná knihovna byla nakonec přesunuta do přízemí budovy radnice. V letech 1925–1939 byl knihovníkem spisovatel Jan Knob, který se velkou měrou zasloužil o její propagaci a vzrůst počtů výpůjček a čtenářů. I přesto však kultuře obecně doba politických a hospodářských krizí neprospívala; tyto nepokoje nakonec vyústily v druhou světovou válku (1939–1945).
Během ní bylo vše české potlačováno, z fondu knihovny také musely být vyřazeny všechny tituly podporující demokratické smýšlení a autoři, kteří se stavěli proti fašismu. Nepřípustné byly také knihy připomínající předválečné státoprávní poměry, legionářská literatura, knihy spisovatelů židovského původu a také knihy autorů pocházejících ze států Německu nepřátelských. Také kulturní snažení muselo mít v těchto dobách proněmecký charakter. Jan Knob se v roce 1939 své funkce knihovníka vzdal. I přesto však v době okupace stoupají počty nových čtenářů i výpůjček.

#### Čtyřicátá léta 20. století
V roce 1940 se musela turnovská knihovna přestěhovat z prostor radnice do bývalého hostince U Jelena (budova na náměstí Českého ráje), kde byly ale prostory pro funkci knihovny velmi stísněné. V tomto roce měla knihovna 1 045 čtenářů a 17 040 výpůjček při 6 325 svazcích.

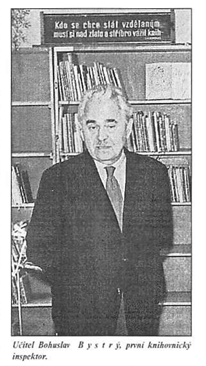
Bohuslav Bystrý

Po skončení války v roce 1945 a obnovení Československa došlo k několika výrazným změnám. Byla založena instituce knihovnických inspektorů, jejichž úkolem bylo pomáhat rozvoji knihoven. Tím turnovským se stal zkušený učitel českého jazyka Bohuslav Bystrý, který se mimo jiné také zasloužil o přemístění knihovny do více vyhovujících prostor bývalého hotelu Svoboda (dnes zde sídlí Žlutá ponorka Turnov – středisko volného času) v Husově ulici. Zde knihovna působila až do roku 1986.
Po roce 1948 však pod vlivem další vlny nepříznivých politických podmínek došlo opět k negativnímu ovlivnění chodu knihovny. Znovu se objevily seznamy zakázaných autorů, kteří museli být z fondu vyřazeni (zejména kvůli jejich politickým – protikomunistickým – postojům, dále se vyřazovala také literatura legionářská a braková).

### Knihovna od roku 1950

#### Padesátá léta 20. století
V prosinci roku 1950 vydalo Ministerstvo informací a osvěty směrnici, která ukládala za povinnost zřídit v místech okresních národních výborů okresní knihovny. Na základě této směrnice se v roce 1951 stala turnovská městská knihovna knihovnou okresní – získala status Okresní lidová knihovna – a situace se opět začala zlepšovat.
V 50. letech se knihovna značně profesionalizovala, stala se metodickým centrem pro obecní knihovny turnovského okresu, rostl počet knih, čtenářů i zaměstnanců. Knihovna také dostávala mnohem vyšší finanční prostředky. Došlo k řadě reorganizací – rozšířil se sklad knih, bylo založeno samostatné oddělení pro mládež, oddělení pro lidovou tvořivost a oddělení ruské literatury v originále, dále se pořídil výběrový regál s novými knihami pro dospělé čtenáře, začalo se se sepisováním čtenářského a knižního jmenného katalogu (později i katalogu názvového, systematického a tematického), zabalilo se 5 000 knih.
Kromě půjčování knih se turnovská knihovna věnovala také publikační činnosti, pořádání čtenářských besed, rozhlasových relací, výstav, hudebních pořadů a dalších kulturně výchovných akcí. Provoz knihovny se rozšířil na celodenní, vznikají také nové pobočky v Mašově, Daliměřicích a v nemocnici. Jsou zavedeny čtenářské legitimace, půjčovní poplatek se stanovil na 50 Kčs pro dospělé, děti a mládež mohli využívat knihovní služby zdarma. Každá kniha byla opatřena knižním lístkem.
Větší pozornost se začala klást na naučnou literaturu, docházelo také k jejímu důslednému tematickému roztřídění. V oddělení pro dospělé se vystavovaly tituly odborné literatury při státních a politických událostech, dále se tímto způsobem prezentovaly také knihy přírodovědné, technické, umělecké a společenské. Tyto výstavky značně přispívaly k většímu zájmu čtenářů o naučnou literaturu, počet výpůjček těchto knih se zvýšil o více než třetinu v rámci všech výpůjček v celém oddělení pro dospělé.
Hlavní práce a změny v turnovské okresní knihovně byly dokončeny v roce 1955. Poté začali pracovníci knihovny pomáhat knihovnám vesnickým, organizovali pro ně školení, obstarávali tiskopisy, vydávali metodické příručky, pomáhali s katalogizací apod. Knihovna také začala v této době organizovat literárně-historické zájezdy do míst, kde žili naši přední spisovatelé, a tím započala novou formu (spolu)práce se čtenářem.

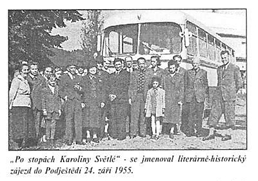
Literárně-historický zájezd z roku 1955

Dalším důležitým rokem pro vývoj veřejných knihoven se stal rok 1959, kdy byl vydán zákon o jednotné soustavě knihoven. Tento zákon stanovoval a charakterizoval úkoly, poslání a práva knihoven. O rok později se změnilo také územně správní uspořádání státu, Turnov pozbyl status okresního města a knihovna se dostává opět do kategorie městské instituce – řídícím orgánem se stává městský národní výbor a knihovna je metodicky řízena novou okresní knihovnou, kterou se stala knihovna semilská. V tomto roce také knihovna získala vzhledem k nedostatečným prostorům novou samostatnou místnost v druhém poschodí hudební školy, kde bylo umístěno oddělení pro děti a mládež.

#### Šedesátá léta 20. století
V šedesátých letech minulého století pokračoval rozvoj knihovny, přesto však stále v socialistickém duchu. Byla stanovena dvanáctičlenná knihovní rada, která byla nápomocna při propagaci knihovny, získávání nových čtenářů i finančních prostředků a při zajišťování kulturních pořadů pořádaných knihovnou. V knihovní radě byli také zástupci jednotlivých škol, se kterými knihovna spolupracovala, funkci dvou členů zastávali sami čtenáři. Přesto se však knihovna potýkala se dvěma problémy – se stále nedostačujícími prostory a se snížením finančních prostředků od města, které nastalo vlivem ztráty okresního postavení.
Městská knihovna rozšířila své služby na půjčovnu v Pelešanech a v klubu důchodců. V kritickém stavu však bylo dětské oddělení knihovny, které muselo být pro nevyhovující podmínky (zatékání střechou i stropem) zavřeno a zrekonstruováno. Nakonec bylo toto oddělení na čas přemístěno do zapůjčeného sálu Domu osvěty.

#### Sedmdesátá léta 20. století

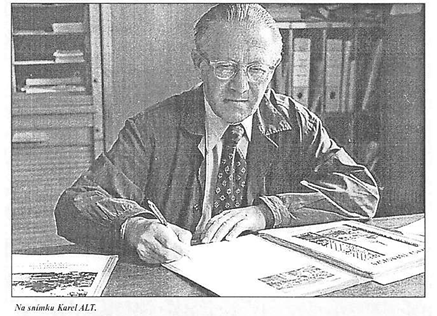
Karel Alt

V roce 1970 navrhl tehdejší ředitel knihovny Karel Alt – u příležitosti 150. výročí založení knihovny – změnu názvu na Městská knihovna Antonína Marka. Tento návrh však nebyl knihovní radou schválen.
V témže roce bylo přemístěno a slavnostně otevřeno nové oddělení pro děti a mládež, a to v Dvořákově ulici, v domě, ve kterém dnes v Turnově sídlí Správa chráněné krajinné oblasti Českého ráje. Fond pro děti byl rozčleněn podle věku čtenářů na kategorie 6, 11, 12 let a výše a oddělení bylo vybaveno nákladem 25 000 Kčs. Brzy se však ukázalo, že oddělit oddělení pro dospělé a oddělení pro děti není příliš praktické, a toto umístění se proto považovalo pouze jako provizorní.
V sedmdesátých letech byl zvýšen počet pracovníků a i podle statistických přehledů si turnovská knihovna nadále udržovala přední místo mezi knihovnami kraje. Zřízeno bylo také nové oddělení, zaměřené na regionální literaturu. Přesto však pořád chyběly prostory pro plné využití potenciálu knihovny. Nepříznivá situace byla kromě umístění knihovny stále i v oblasti nákupu nových knih v důsledku snižování finančních příspěvků města.
V roce 1974 se začalo jednat o přemístění knihovny do prostor kláštera přímo na náměstí v centru města, vypracovány byly i stavební studie. Přestavba však nakonec nebyla nikdy zrealizovaná.
Sedmdesátá (i osmdesátá) léta se vyznačují poměrně častým obměňováním vedení knihovny. Také musela být povinně dokupována tzv. marxistická literatura a obecně funkce knihovny byla hodně připodobňována k politické vzdělávací instituci.
V průběhu roku 1979 připadl knihovně dvoupokojový byt po bývalém školníkovi v lidové škole umění. Do něho se přestěhovala ředitelna, v druhé místnosti bylo budováno politické oddělení, které bylo následně zrušeno. Ve stejném roce se také podařilo získat nové prostory v lokalitě u nádraží a otevřít novou pobočku.

#### Osmdesátá léta 20. století
Situace v knihovnictví v 80. letech se vyznačovala důslednou centralizací a ani knihovně v Turnově se tyto tendence nevyhnuly. Řídící složkou se stala Okresní knihovna v Semilech, která byla i metodickým střediskem. Kladem toho systému bylo mimo jiné zkvalitnění evidence knihovního fondu nebo sjednocení knihovnické techniky. Nevýhodou bylo zejména omezení pravomoci.
V roce 1986 se konečně podařilo nalézt vhodné prostory pro umístění turnovské knihovny – v zrekonstruované vile v Jeronýmově ulici (v místě, ve kterém setrvává dodnes). Přestěhování knihovny – a opětovné sloučení dětského oddělení s oddělením pro dospělé – mělo pozitivní dopad na počet nových čtenářů i výpůjček.

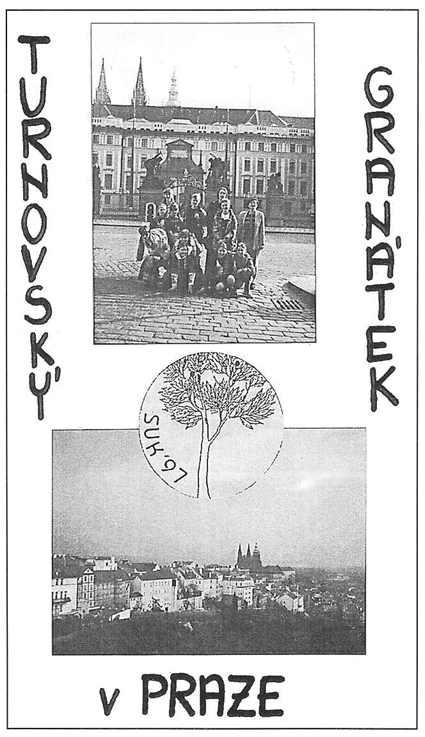
Literární kroužek Turnovský Granátek

V roce 1989 dochází vlivem politického obratu k uvolnění podmínek, nastává svobodné poskytování knihovnických služeb bez nucené politické angažovanosti. Do knihovního fondu se zpět zařazují dříve zakázaní autoři, vychází také mnoho nových knih. Turnovská knihovna se stává rozpočtovou organizací – platy zaměstnanců a obecně účetnictví (do té doby v agendě Okresní knihovny v Semilech) se zpracovávají a zůstávají v pravomoci Městského národního výboru v Turnově.

#### Devadesátá léta 20. století
O rok později a u příležitosti 170. výročí vzniku knihovny se mění oficiální název na Městskou knihovnu Antonína Marka v Turnově. V roce 1991 se knihovna stává samostatnou příspěvkovou organizací s právní subjektivitou. V kooperaci s turnovskou knihovnou zůstává celkem 14 obecních knihoven.
Velký pokrok nastává v 90. letech v oblasti elektroniky. V roce 1993 v turnovské knihovně probíhá automatizované zpracovávání nových knih, které jsou již označeny čárovým kódem. Rozvoj tímto směrem pokračoval a od roku 1996 je knihovna v Turnově již plně automatizovaná – každá kniha a každá průkazka čtenáře má svůj vlastní čárový kód. Veřejně přístupné jsou pro čtenáře a ostatní knihovny pracující ve stejném knihovním systému také elektronické katalogy knih. V roce 1999 se v prostorách knihovny začal využívat i internet.

## Knihovna od roku 2000
V roce 2000 měla turnovská knihovna celkem šest  poboček – v Turnově II, na Výšince a Malém Rohozci, v Mašově, Dolánkách a Daliměřicích. Je pořádána řada kulturních a vzdělávacích akcí, knihovna nabízí velký výběr beletrie a naučné literatury, periodik, hudebních CD a nosičů zvuku pro zrakově postižené čtenáře. Díky internetu – také přístupnému čtenářům – může knihovna nabízet i informační služby, dále umožňuje meziknihovní výpůjčky a například možnost kopírování dokumentů. Knihovna také spolupracuje s pečovatelskými domy pro seniory a pro nejstarší občany zajišťuje bezplatnou donášku knih. Spolupráce také probíhá s turnovskými školami a zahrnuje zejména výchovu ke čtenářství a práci s informacemi a s počítačem.

## Současnost
Po roce 2000 se knihovna ještě více zaměřuje na kulturně vzdělávací pořady – organizuje mnoho přednášek, besed, workshopů a dalších akcí pro školky, školy, seniory a širokou veřejnost. V průměru pořádá více než 300 akcí ročně. Na některých aktivitách knihovna spolupracuje i s dalšími městskými i neziskovými organizacemi v Turnově a blízkém okolí.
Z těch nejvýznačnějších kulturně-vzdělávacích akcí jmenujme alespoň tyto:

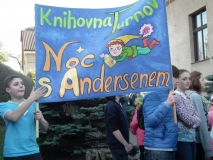
Noc s Andersenem

### Noc s Andersenem
Celostátní akce s názvem Noc s Andersenem se zaměřuje na podporu dětského čtenářství. Akce se koná na počest dánského pohádkáře Hanse Christiana Andersena, a to v den výročí jeho narození – 2. dubna, na který spadá také Mezinárodní den dětské knihy.
Turnovská knihovna kromě tradičního přespávání dětí v knihovně, soutěží, her a předčítání pohádek také každoročně – od roku 2005 – sází v různých částech města stromy Pohádkovníky (Fabularius Anderseni). Každý z Pohádkovníků je vždy zasvěcen některé z pohádkových postav a má také svého vlastního kmotra, který byl u jeho zasazení. V roce 2010 – u příležitosti 190. výročí založení knihovny – byl kromě Pohádkovníku zasazen i strom Knihovník. Přehled o všech stromech, zasazených v rámci turnovské Noci s Andersenem, vyšel v roce 2016 v publikaci s názvem Kouzlo stromů a pohádek.

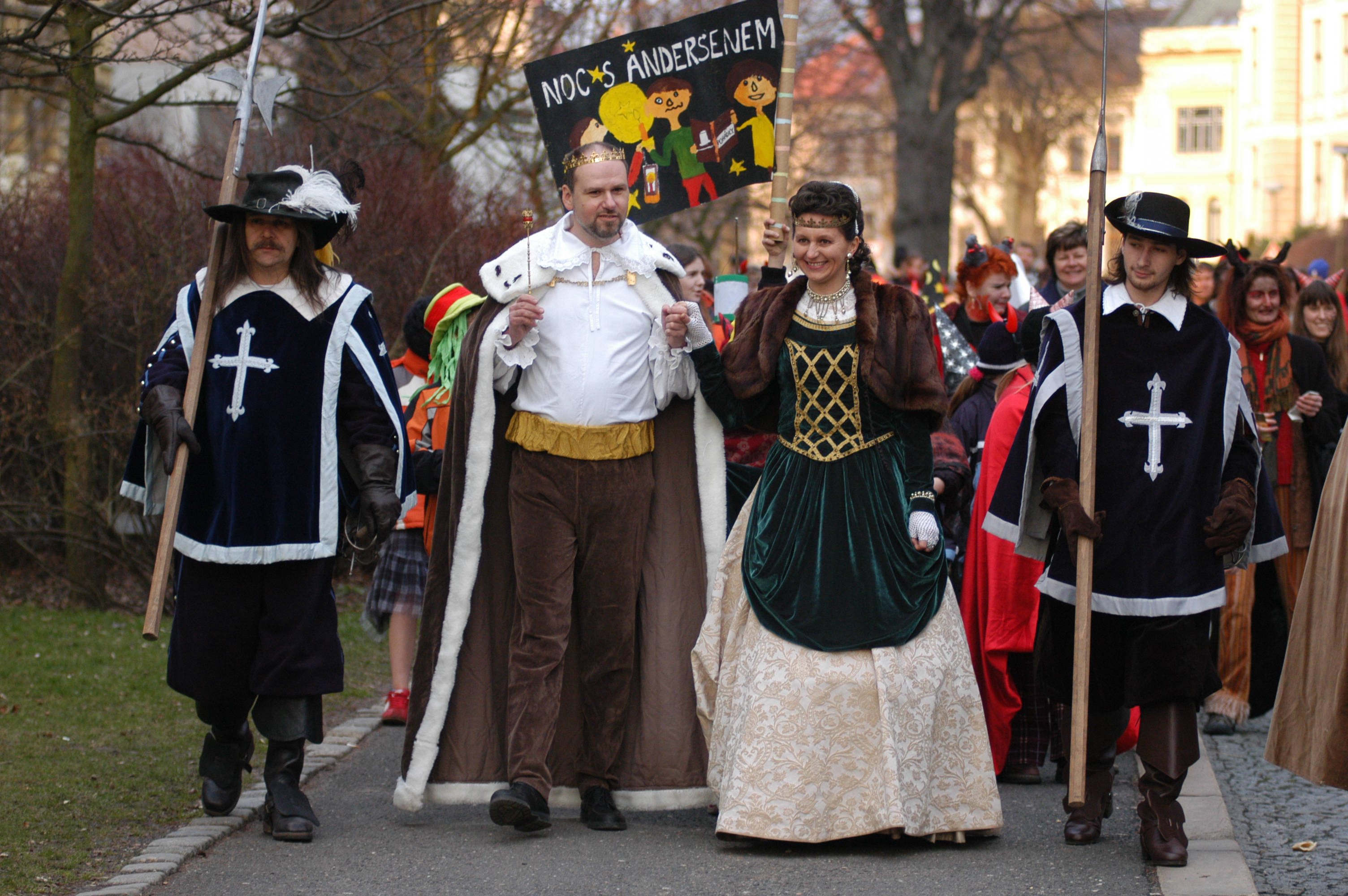
Pohádkový průvod s králem a královnou

Každoroční tradicí turnovské Noci s Andersenem je také pohádkový průvod v čele s králem a královnou. Účast obecně bývá vždy hojná – například v roce 2019 se do této akce zapojilo kolem 600 účastníků.

### Čteme všichni – vypráví jen někdo
Tato přehlídka umění vyprávět se konala poprvé v roce 2004. Je určena dětem a mládeži od 6 do 18 let, do vyprávění jsou zapojeni také rodiče. Cílem projektu je výchova ke čtenářství a k interpretaci textů vlastních i přejatých a také spojení s prvky dramatické výchovy. Zapojené jsou kromě turnovské knihovny také knihovny v Semilech a v Jičíně.
Soutěž probíhá ve třech kolech – v prvním, místním kole, se účastníci prezentují v prostorách turnovské knihovny, vítězové poté postupují do kola regionálního, probíhajícího v knihovně v Semilech, a ti nejlepší pokračují do oblastní přehlídky v Jičíně.

### Knížka pro prvňáčka

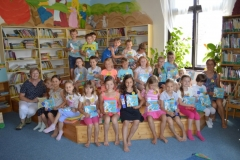
Knížka pro prvňáčka – Už jsem čtenář 2018

Dalším projektem, do kterého je turnovská knihovna zapojená – tentokrát opět celostátním, je podporující program čtenářské gramotnosti Už jsem čtenář – knížka pro prvňáčka. Cílem je vybudovat čtenářské návyky již od prvního ročníku základní školy, příp. druhého či třetího ročníku speciální školy. Žáci, kteří se zapojí do projektu a splní v průběhu roku řadu úkolů, obdrží na závěr školního roku zdarma knížku – českou novinku, která byla napsaná a ilustrovaná výhradně pro děti účastnící se tohoto programu.

### Virtuální univerzita třetího věku
Knihovna v Turnově věnuje velkou pozornost kromě dětí i kategorii seniorů. Je konzultačním střediskem tzv. Virtuální Univerzity třetího věku, která spadá pod Celoživotní vzdělávání organizované Provozně ekonomickou fakultou České zemědělské univerzity v Praze. Cílem této formy studia je usnadnit všem seniorům možnost dalšího vzdělávání bez nutnosti kamkoli dojíždět, velkým benefitem je také sociální kontakt a sdílení zájmů mezi seniory.
Studia se mohou účastnit posluchači v důchodovém věku či lidé v invalidním důchodě. Výuka probíhá standardně jednou za 14 dní přímo v budově knihovny a po splnění studijních povinností jsou posluchači pozváni do Prahy na slavnostní promoci do auly České zemědělské univerzity.

Jako jakousi nadstavbu této koncepce pořádá turnovská knihovna také přednášky s hosty z různých oborů, například z oblasti regionální historie či cestování. Organizovány jsou také výlety a exkurze se seniory.
Na podobnou myšlenku – tedy sdružovat seniory a smysluplně naplňovat jejich volný čas – navazují také přednášky v rámci Klubu aktivních seniorů a Aktivně proti stáří, které se konají v místních domovech pro seniory.

### Netradiční knihovna

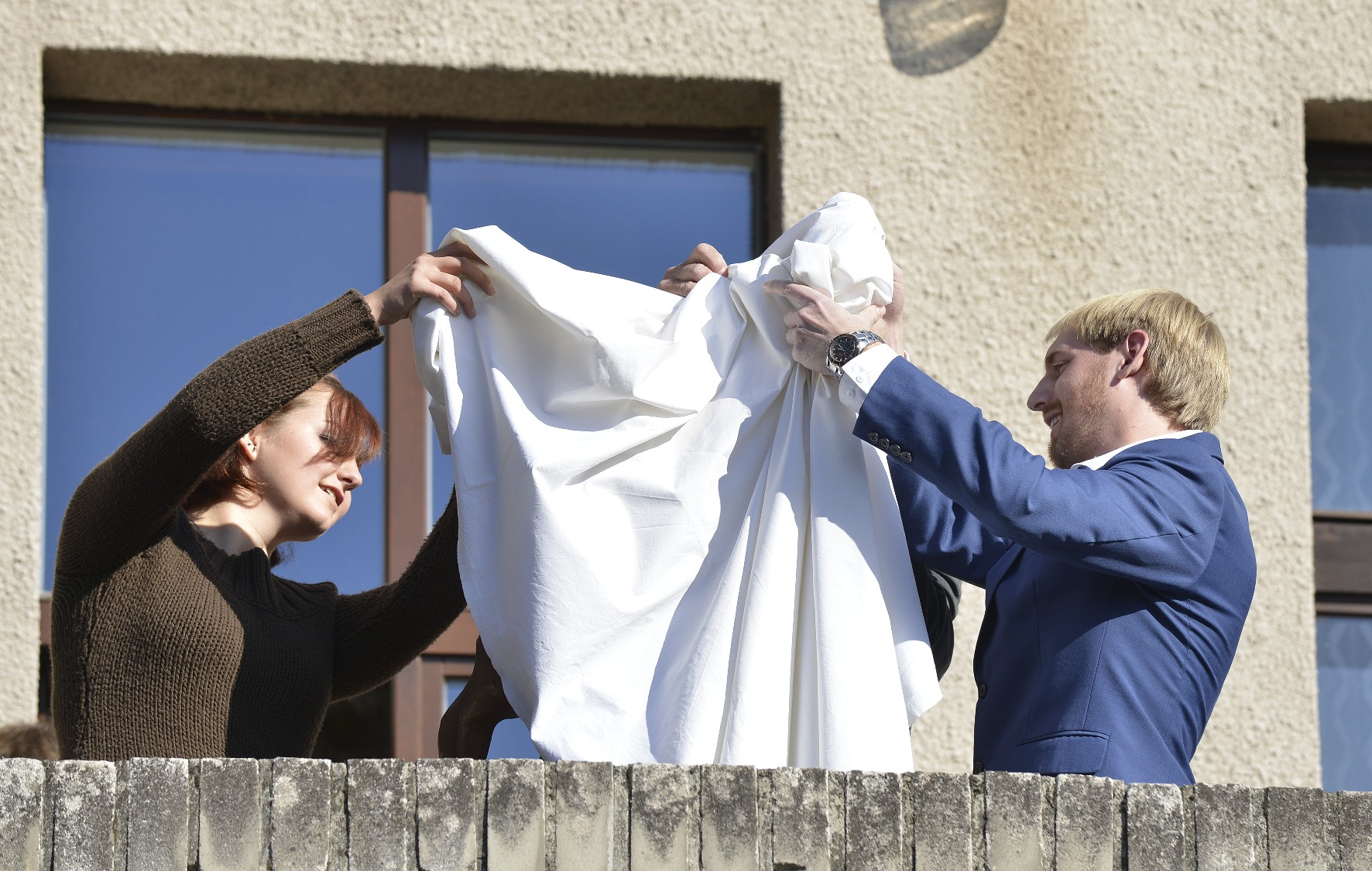
Odhalování sochy sv. Jeronýma

Akce s názvem Netradiční knihovna se koná od roku 2015 a většinou se organizuje v rámci Týdne knihoven. První ročník zahrnoval slavnostní odhalení sochy – patrona knihovny – sv. Jeronýma, jehož tvůrkyní je absolventka turnovské SUPŠ, Andrea Kosecová.

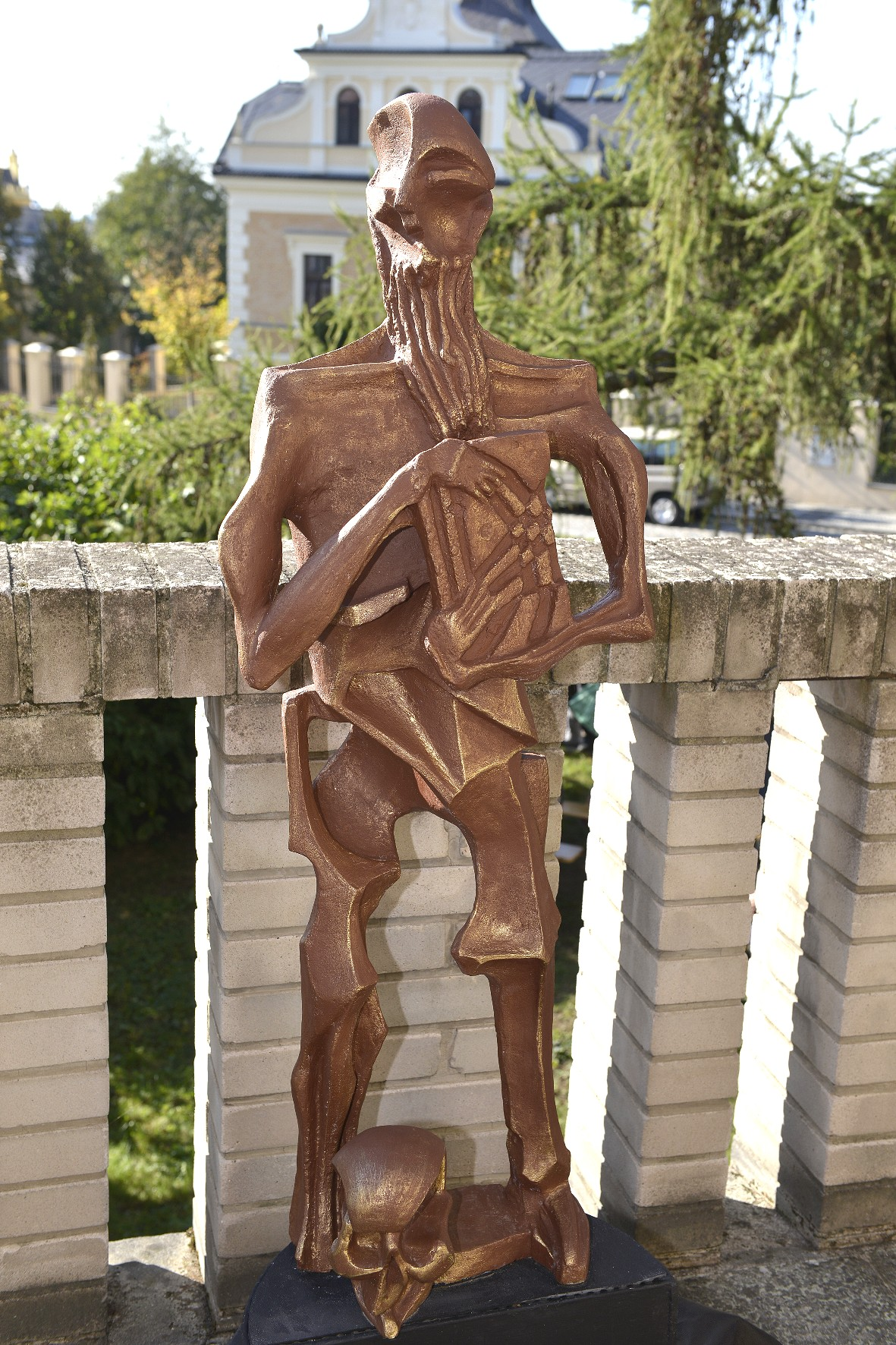
Patron knihovny

Tradiční součástí tohoto jakéhosi dne otevřených dveří turnovské knihovny je burza knih, připravené jsou programy pro rodiny s dětmi (soutěže, hry, divadla, výtvarné dílny apod.), různorodé přednášky, hudební vystoupení a mnoho dalšího.

### Literární soutěž Střípky z Ráje
Turnovská knihovna ve spolupráci s tiskárnou Apromotion organizuje literární soutěž s názvem Střípky z Ráje; vyhlášené byly již dva ročníky – první byl zahájen na podzim v roce 2016, druhý v zimě na konci roku 2017 a na podzim roku 2019 se chystá ročník třetí.
Literární soutěž Střípky z Ráje si klade za cíl propagaci regionu Českého ráje. Je určená pro dospělé a mládež od 15 let. Stanoveny jsou dvě soutěžní kategorie – poezie a próza. Téma v prvním ročníku bylo volné a do turnovské knihovny dorazilo celkem 272 textů z celé České republiky. Druhý ročník již byl vázaný na téma Český ráj a soutěžících bylo 49. Nejzdařilejší literární díla vyšla ve dvou sbornících.

### Informační centrum pro mládež
Součástí turnovské knihovny je Informační centrum pro mládež, které sídlí v suterénu hlavní budovy. Centrum vzniklo v roce 2013 a jeho cílem je poskytnout mládeži prostor pro volnočasové aktivity, možnost poradenství a také pořádání vzdělávacích, informačních a jiných zájmových aktivit. Mezi oblíbené patří například tzv. Cestovatelské čtvrtky, určené i pro širokou veřejnost.
Součástí tohoto centra je spolupráce s několika spolky, například s Parlamentem mládeže města Turnova, který v prostorách Informačního centra pro mládež pořádá svá zasedání. Je zde také půjčovna multimédií – audioknih a zvukových knih pro nevidomé.
Turnovská knihovna pracuje s dětmi a mládeží také prostřednictvím příměstských táborů, které od roku 2017 sama organizuje.

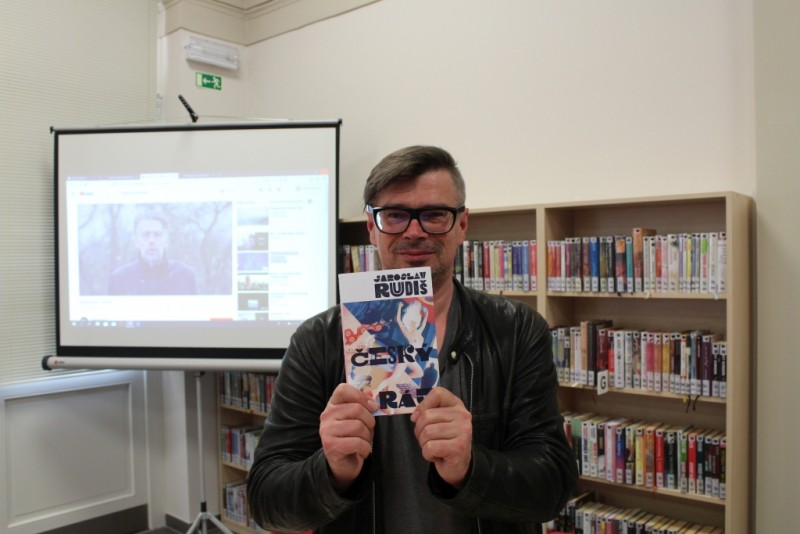
Přednáška s Jaroslavem Rudišem v rámci akce Spisovatelé na nádraží

Mezi další projekty a akce, pořádané knihovnou, patří například: Turnovský Granátek (literárně-dramatický kroužek pro děti), Klub Matýsek (literárně-zájmový kroužek pro děti z mateřských škol), Klub začínajících autorů, Biblioterapie pro seniory (pořádána v turnovské nemocnici), Bookstart – s knížkou do života (podpora čtenářství v rodinách), Babička a dědeček do školky, Spisovatelé na nádraží (besedy se spisovateli v pobočce na vlakovém nádraží), Večery Na Sboře (literární, historické aj. přednášky v turnovském Domě Na Sboře – zázemí církve Jednoty bratrské), O literatuře (literární pořad, který knihovna pořádá spolu s Kulturním centrem Turnov) a další.

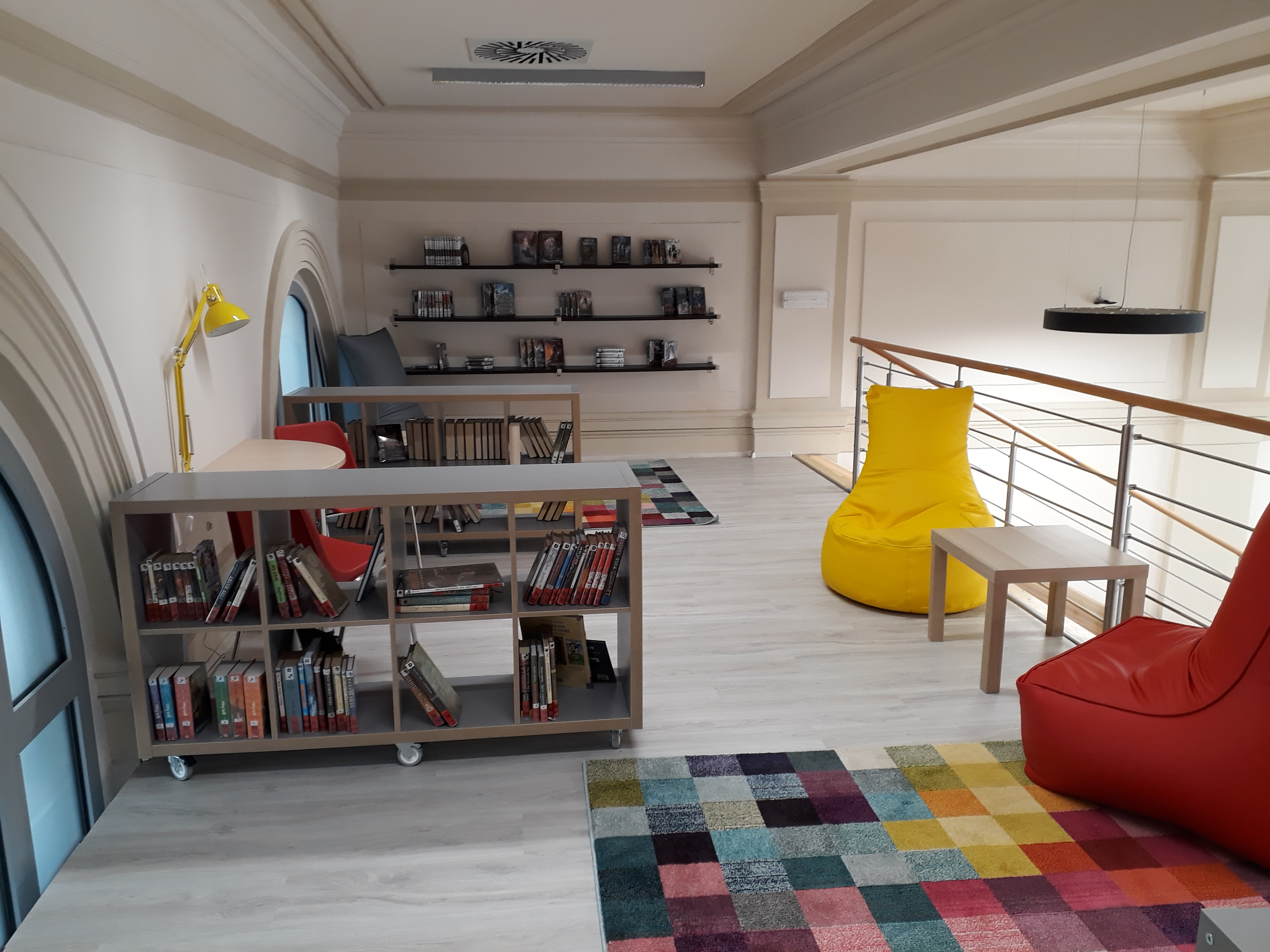
Dětský koutek na pobočce Turnov II

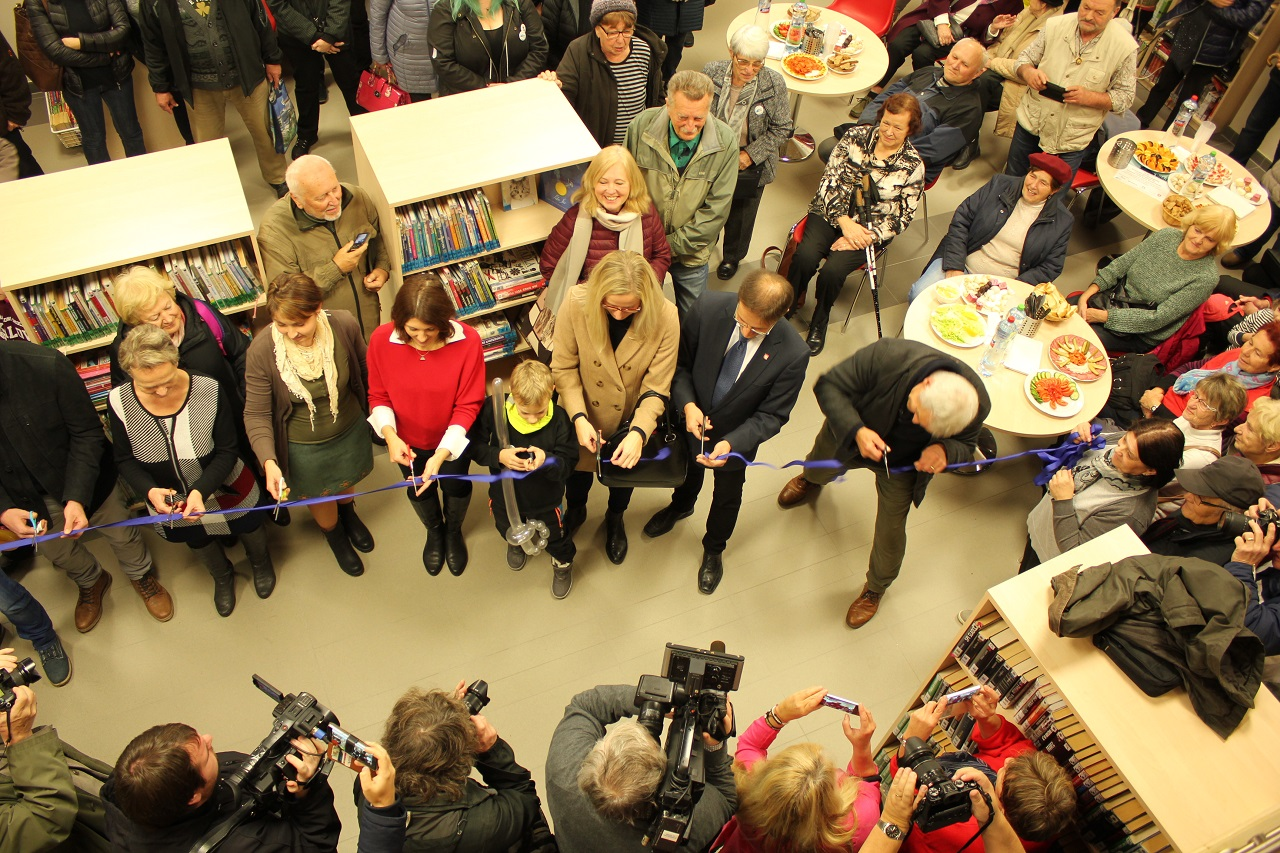
Slavnostní otevření pobočky knihovny na vlakovém nádraží

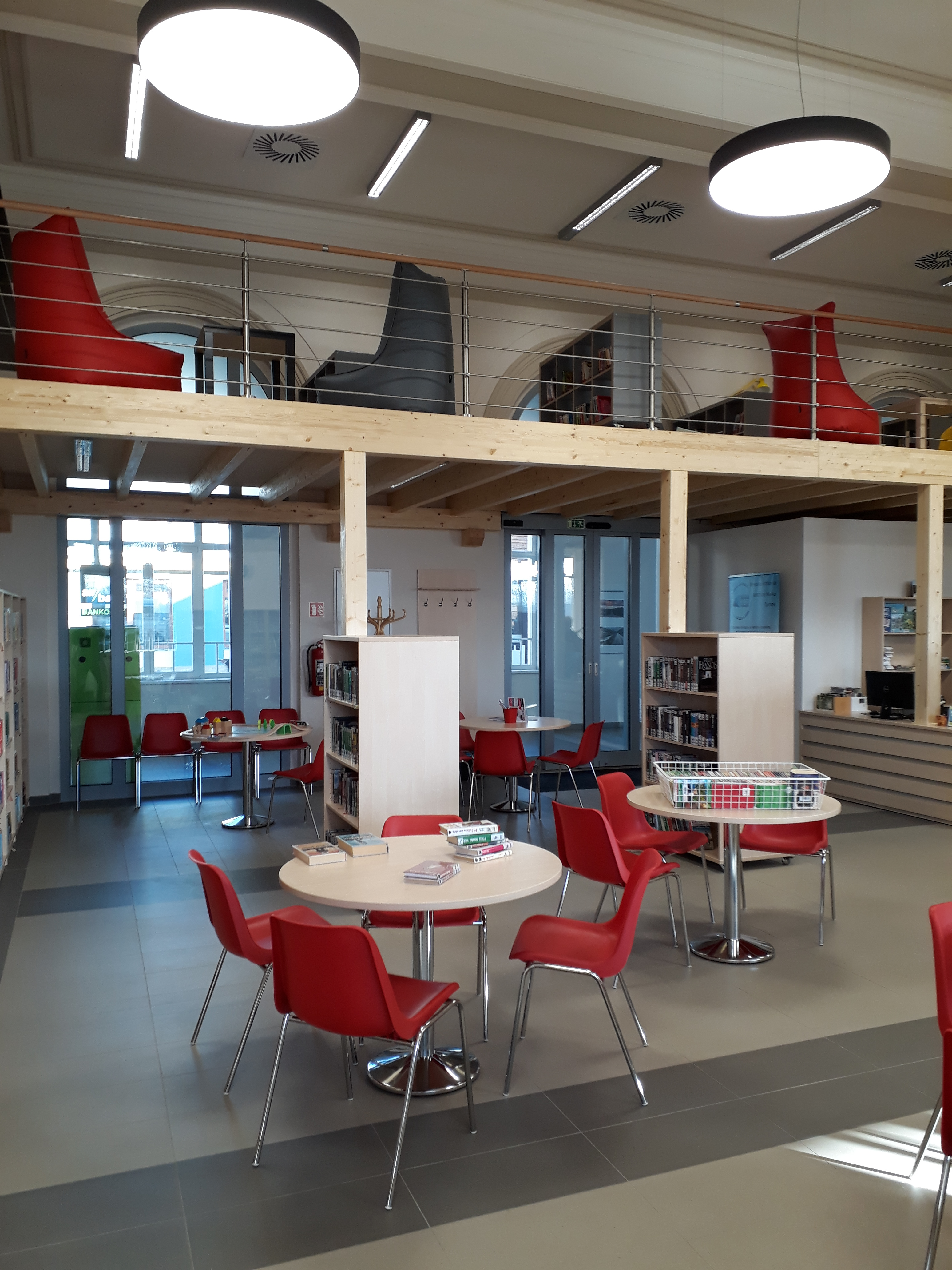
Pobočka knihovny na vlakovém nádraží

## Knihovna v roce 2018
V roce 2018 měla turnovská knihovna celkem 2 113 registrovaných uživatelů, z toho 599 uživatelů tvořili dětští čtenáři do 15 let. Vypůjčeno bylo 73 415 jednotek a celková návštěvnost knihovny byla přes 40 000 osob. Kulturních a vzdělávacích pořadů zorganizovala turnovská knihovna v tomto roce 532 a navštívilo je přes 16 tisíc osob.
Co se týče fondu, počet knihovních jednotek byl k tomuto roku 57 539, z toho ve volném výběru bylo čtenářům k dispozici 42 972 jednotek.
Významnou událostí bylo v tomto roce otevření nové pobočky (3. 12. 2018), a to přímo na vlakovém nádraží. Pravděpodobně se jedná o celorepublikovou raritu a o vůbec první knihovnu této velikosti (120 m2) umístěnou přímo v prostorách vlakového nádraží.